# Hans-Joachim Pieper

Hans-Joachim Pieper, 2018

Hans-Joachim Pieper (* 2. August 1958 in Wesel) ist ein deutscher Philosoph, Professor für Philosophie und Rektor der Alanus Hochschule für Kunst und Gesellschaft in Alfter bei Bonn. Schwerpunkte seiner philosophischen Interessen liegen in der Transzendentalphilosophie (Kant und Husserl), in Phänomenologie, Existenzphilosophie und in der Auseinandersetzung mit ästhetischen, ethischen und gesellschaftspolitischen Themen.

## Leben und Wirken
Pieper studierte Philosophie, Neuere deutsche Literaturwissenschaft und Pädagogik an der Rheinischen Friedrich-Wilhelms-Universität Bonn. Dort wurde er 1991 mit einer Arbeit über Edmund Husserl promoviert. 1999 folgte die Habilitation mit der Schrift Geschmacksurteil und ästhetische Einstellung.
Seitdem hat sich Pieper vor allem Fragen der Praktischen Philosophie zugewandt und sich um die Vermittlung existenzieller und gesellschaftspolitisch relevanter philosophischer Fragen und Positionen an ein Publikum interessierter Laien verdient macht. Dazu gehören unter anderem eine umfassende Vortragstätigkeit im öffentlichen Raum und die Mitwirkung an der „Philosophischen Bücherschau“ in Bonn. Neben der Philosophie hat er auch als Erzähler und Lyriker publiziert. Zuletzt erschien der Essayband Bevor die Liebe geht (2018). Seit 2016 ist Pieper Professor für Philosophie an der Alanus Hochschule für Kunst und Gesellschaft in Alfter. Im November 2018 wurde Pieper zum kommissarischen Rektor der Hochschule gewählt. Seit März 2020 ist er Rektor der staatlich anerkannten Kunsthochschule in Alfter bei Bonn.

## Schriften (Auswahl)
- Zeitbewußtsein und Zeitlichkeit. Vergleichende Analysen zu Edmund Husserls Vorlesungen zur Phänomenologie des inneren Zeitbewußtseins und Maurice Merleau-Pontys Phänomenologie der Wahrnehmung. Frankfurt a. M. 1993, ISBN 3-7873-1131-9.
- „Anschauung“ als operativer Begriff. Eine Untersuchung zur Grundlegung der transzendentalen Phänomenologie Edmund Husserls. Hamburg 1993.
- Geschmacksurteil und ästhetische Einstellung. Eine Untersuchung zur Grundlegung transzendentalphilosophischer Ästhetik bei Kant und ein Entwurf zur Phänomenologie der ästhetischen Erfahrung. Würzburg 2001
- Musils Philosophie. Essayismus und Dichtung im Spannungsfeld der Theorien Nietzsches und Machs. Würzburg 2002, ISBN 3-8260-2190-8.
- Bevor die Liebe geht. Essays zu Liebe, Freundschaft und Miteinander. Würzburg 2018, ISBN 978-3-8260-6476-0.
- Die schönflüglige Jungfrau. Novelle. Berlin 1986.
- Unverrückbar – unsterblich. Gedichte. Düsseldorf 2007.

### Herausgeberschaften
- Hat er aber gemordet, so muß er sterben. Klassiker der Philosophie zur Todesstrafe. Bonn 2003.
- „Die Wahrheit ans Licht!“ Materialien zur Geschichte der Folter. Bonn 2007 (mit Konrad Schüttauf).
- Marter – Martyrium. Ethische und ästhetische Dimensionen der Folter. Bonn 2009 (mit Jürgen Nelles und Volker C. Doerr).
- „Grenzen staatlicher Gewalt“. Würzburg 2012 (mit Gerd Brudermüller im Auftrag des Instituts für angewandte Ethik, IAE).